# Johann Sprick
Johann (Johannes) Joseph Sprick (* 20. April 1808 in Bielefeld; † 1842) war ein deutscher Maler und Grafiker.

## Leben

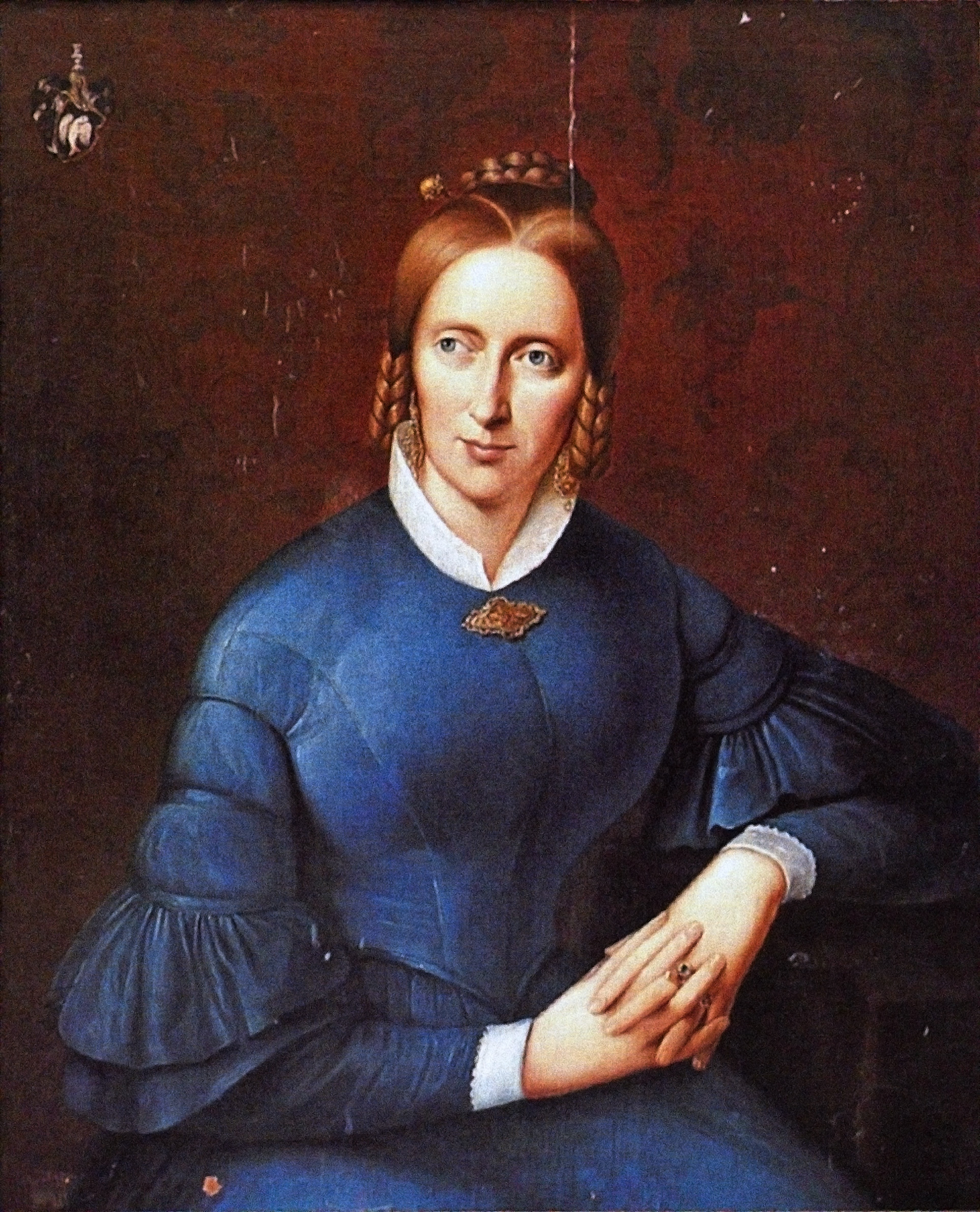
Annette von Droste-Hülshoff, 1838

Sprick war ein Schüler der Berliner Akademie und malte laut Georg Kaspar Nagler „in Auffassung und Durchführung sehr gelungen und von schöner Färbung“ Landschaften, Marinen, Architekturstücke, Genrebilder und Porträts. Sein Genrebild Angelnder Knabe (1834) gelangte in den Besitz des preußischen Königshauses. Darüber hinaus schuf er lithografische Genredarstellungen, unter anderem nach Rudolph Jordan (Heiratsantrag auf Helgoland), Wilhelm Nerenz (Des Goldschmieds Töchterlein), Constantin Schroeter (Schlafende Alte), Carl Schulz (Erfrischung der Reisenden, Nordische Fischer) und Louis Léopold Robert (Schäfer aus der Römischen Campagna, Fischer aus dem Golf von Neapel, Die Procidanerinnen), außerdem einige Bildnisse, darunter von Friedrich Wilhelm III. von Preußen, seinen Söhnen und Töchtern nebst Gattinnen und Gatten (1833), von David Friedländer (nach Julius Hübner), von den Schauspielern Heinrich Blume und Lebrecht Rebenstein (beide nach Leopold Pollak) und Ferdinand Raimund. Bekannt ist vor allem sein Porträt der Annette von Droste-Hülshoff, das er 1838 malte, als er in Münster lebte.
Am 22. August 1840 schrieb die Droste an ihre Schwester Jenny:

„Vorerst sitzt der Maler Sprick in Münster, mit Frau und sechs Kindern, wovon das jüngste [Marie Sprick] mein Päthchen ist, und die Leute verhungern beinah. […] Er hat auch ganz gewiß die Schwindsucht und kann schon lange kein lautes Wort mehr reden. Da ich sie nun gut kenne und zuweilen hin gehe, so kann ich das unmöglich so ansehn, und lasse dann, wenn ich merke, daß es zu elend steht, von Zeit zu Zeit ein kleine Oelportrait mahlen, das Stück zu 2 Louisdor, damit sie sich so hinschleppen, bis, wozu alle Hoffnung ist, der Kunstverein im Herbste Spricks (zu Aller Verwunderung) sehr schönes Oelbild, Abrahams Opfer, gekauft hat, was jetzt bald fertig ist. Dann ist vorerst geholfen und er kömmt dann auch in Ruf — ich aber komme bis dahin zu einem sehr leeren Beutel, da ich, unter uns gesagt, dieses Jahr schon 5 Bilder habe mahlen lassen.“